# Championnat des Bermudes de football 2009-2010
Navigation
Saison précédente Saison suivante
La saison 2009-2010 du Championnat des Bermudes de football est la quarante-septième édition de la Premier Division, le championnat de première division aux Bermudes. Les dix formations de l'élite sont réunies au sein d'une poule unique où elles s'affrontent deux fois au cours de la saison. À l'issue du championnat, les deux derniers du classement sont relégués et remplacés par les deux meilleurs clubs de First Division.
C'est le club de Dandy Town Hornets qui remporte la compétition cette saison après avoir terminé en tête du classement final, avec un seul point d'avance sur North Village Community Club et neuf sur les PHC Zebras. Il s’agit du cinquième titre de champion des Bermudes de l'histoire du club.
Le champion se qualifie pour la CFU Club Championship 2011.

## Les clubs participants
- Boulevard Blazers
- Dandy Town Hornets
- Devonshire Colts
- North Village Community Club
- Devonshire Cougars
- PHC Zebras
- Southampton Rangers
- Somerset Eagles FC - Promu de First Division
- Somerset Cricket Club Trojans - Promu de First Division
- Hamilton Parish FC

## Compétition
Le barème de points servant à établir le classement se décompose ainsi :
- Victoire : 3 points
- Match nul : 1 point
- Défaite : 0 point

### Classement
| Rang | Équipe                         | Pts | J  | G  | N | P  | Bp | Bc | Diff |
| ---- | ------------------------------ | --- | -- | -- | - | -- | -- | -- | ---- |
| 1    | Dandy Town Hornets             | 40  | 18 | 13 | 1 | 4  | 55 | 31 | +24  |
| 2    | North Village Community Club   | 39  | 18 | 12 | 3 | 3  | 46 | 18 | +28  |
| 3    | PHC Zebras                     | 31  | 18 | 9  | 4 | 5  | 34 | 27 | +7   |
| 4    | Devonshire Cougars'T'C         | 30  | 18 | 9  | 3 | 6  | 43 | 29 | +14  |
| 5    | Boulevard Blazers              | 29  | 18 | 9  | 2 | 7  | 37 | 30 | +7   |
| 6    | Somerset Eagles FCP            | 27  | 18 | 8  | 3 | 7  | 29 | 29 | 0    |
| 7    | Southampton Rangers            | 18  | 18 | 5  | 3 | 10 | 20 | 30 | -10  |
| 8    | Devonshire Colts               | 17  | 18 | 5  | 2 | 11 | 26 | 39 | -13  |
| 9    | Hamilton Parish FC             | 14  | 18 | 4  | 2 | 12 | 20 | 58 | -38  |
| 10   | Somerset Cricket Club TrojansP | 12  | 18 | 3  | 3 | 12 | 17 | 36 | -19  |

|  | Qualification pour la CFU Club Championship 2011                                       |
|  | Relégation en First Division                                                           |
|  | T : Tenant du titre C : Vainqueur de la Coupe des Bermudes P : Promu de First Division |

## Bilan de la saison
| Championnat des Bermudes de football 2009-2010 |                               |
| Champion                                       | Dandy Town Hornets (5e titre) |
| Coupes et trophées                             |                               |
| Vainqueur de la Coupe des Bermudes 2009-2010   | Devonshire Cougars            |
| Qualifications continentales                   |                               |
| CFU Club Championship 2011                     | Dandy Town Hornets            |
| Promotions et relégations                      |                               |
| Promus en Premier Division                     | St David's Islanders          |
| Promus en Premier Division                     | St George's Colts             |
| Relégués en First Division                     | Hamilton Parish FC            |
| Relégués en First Division                     | Somerset Cricket Club Trojans |